# 島根県の灯台一覧
島根県の灯台一覧（しまねけんのとうだいいちらん）は、島根県にある灯台及び、照射灯、灯標、等の光波標識をまとめた一覧である。

## 灯台
- 隠岐沖ノ島灯台 島根県隠岐郡隠岐の島町（沖ノ島）
- 隠岐松ケ埼灯台 島根県隠岐郡海士町（松ケ埼）
- 隠岐福浦埼灯台 島根県隠岐郡隠岐の島町（福浦埼）
- 温泉津港灯台 島根県邇摩郡温泉津町（念仏鼻）
- 亀島灯台 島根県安来市（亀島）
- 魚待鼻灯台 島根県益田市（魚待鼻）
- 恵曇灯台 島根県松江市（犬堀鼻）
- 江津灯台 島根県江津市（鳥屋鼻の西南西方約2.1キロメートル）
- 高田鼻灯台 島根県隠岐郡海士町（高田鼻）
- 高島灯台 島根県益田市（高島）
- 黒島埼灯台 島根県隠岐郡隠岐の島町（黒島埼）
- 崎山岬灯台 島根県隠岐郡隠岐の島町（崎山岬）
- 鷺浦灯台 島根県出雲市（出雲日御碕灯台の東北東方約4.7キロメートル）
- 三度埼灯台 島根県隠岐郡西ノ島町（三度埼）
- 四敷島灯台 島根県隠岐郡隠岐の島町（四敷島）
- 七類港九島灯台 島根県七類港（九島）
- 七類港釣鉾山灯台 島根県松江市（釣鉾山）
- 十六島鼻灯台 島根県平田市（十六島鼻）
- 出雲長尾ケ鼻灯台 島根県平田市（長尾ケ鼻）
- 出雲日御碕灯台 島根県出雲市（日御碕）
- 小森島灯台 島根県隠岐郡海士町（小森島）
- 西郷岬灯台 島根県隠岐郡隠岐の島町（白埼）
- 石見大崎鼻灯台 島根県江津市（大崎鼻）
- 赤灘鼻灯台 島根県隠岐郡西ノ島町（赤灘鼻）
- 潜戸鼻灯台 島根県松江市（潜戸鼻）
- 多古鼻灯台 島根県松江市（多古鼻）
- 大羽尾灯台 島根県岩美郡岩美町（津埼）
- 大岬灯台 島根県大田市（大岬）
- 知々井岬灯台 島根県隠岐郡海士町（知々井岬）
- 知夫里島灯台 島根県隠岐郡知夫村（知夫里島）
- 池尻埼灯台 島根県隠岐郡隠岐の島町（池尻埼）
- 津ノ和鼻灯台 島根県松江市（津ノ和鼻）
- 那久埼灯台 島根県隠岐郡隠岐の島町（那久埼）
- 馬島灯台 島根県浜田港（馬島）
- 白島埼灯台 島根県隠岐郡隠岐の島町（白島埼）
- 麦山鼻灯台 島根県隠岐郡西ノ島町（麦山鼻）
- 美保関灯台 島根県松江市（地蔵埼）
- 沖ノ御前島灯台 島根県松江市（沖ノ御前島）
- 木路ケ埼灯台 島根県隠岐郡海士町（木路ケ埼）
- 野田埼灯台 島根県隠岐郡海士町（野田埼）
- 立神灯台 島根県大田市（立神鼻）

## 照射灯
- 宇竜港権現島北東方照射灯 島根県出雲市（出雲日御碕灯台の東方約790メートル）
- 御越鼻メグリ照射灯 島根県隠岐郡知夫村（御越鼻）
- 黒島埼カビ島照射灯 島根県隠岐郡隠岐の島町（黒島埼灯台）
- 崎山岬サグリ照射灯 島根県隠岐郡隠岐の島町（崎山岬灯台の南東方約10メートル）
- 七類港船島照射灯 島根県七類港（七類港九島灯台）
- 手結北西方照射灯 島根県松江市（恵曇港手結東防波堤灯台の北東方約130メートル）
- 出雲日御碕サカグリ照射灯 島根県出雲市（日御碕）
- 瀬崎シャグリ照射灯 島根県松江市（瀬崎）
- 多古港南西方照射灯 島根県松江市（多古鼻灯台の南方約500メートル）
- 多古小平島照射灯 島根県松江市（多古鼻灯台から南方約500メートル）
- 津ノ和鼻黒島照射灯 島根県松江市（津ノ和鼻灯台）
- 都万音部島照射灯 島根県隠岐郡隠岐の島町
- 馬島小伊勢島照射灯 島根県浜田港（馬島灯台）
- 美保関地ノ御前島照射灯 島根県松江市（地蔵埼）
- 野田埼北東方照射灯 島根県隠岐郡海士町（野田埼灯台）

## 防波堤灯台
- 三度港防波堤灯台 島根県隠岐郡西ノ島町（三度港防波堤外端）
- 安来港南防波堤灯台 島根県安来港（南防波堤外端）
- 隠岐加茂港沖防波堤灯台 島根県隠岐郡隠岐の島町（加茂港沖防波堤東端）
- 隠岐豊田港沖防波堤灯台 島根県隠岐郡海士町（豊田港沖防波堤外端）
- 隠岐豊田港北防波堤灯台 島根県隠岐郡海士町（豊田港北防波堤外端）
- 宇野港西防波堤灯台 島根県大田市（宅野港西防波堤外端）
- 宇竜港ザトグリ防波堤灯台 島根県出雲市（宇竜港ザトグリ防波堤外端）
- 浦郷港赤ノ江南防波堤灯台 島根県浦郷港（赤ノ江南防波堤外端）
- 浦郷港赤之江防波堤灯台 島根県浦郷港（赤之江防波堤外端）
- 浦郷港美田防波堤灯台 島根県浦郷港（美田防波堤外端）
- 浦郷港弁天防波堤灯台 島根県浦郷港（弁天防波堤外端）
- 塩津港西防波堤灯台 島根県平田市（塩津港西防波堤外端）
- 温泉津港東防波堤灯台 島根県邇摩郡温泉津町（温泉津港東防波堤外端）
- 加賀港沖防波堤灯台 島根県加賀港（沖防波堤外端）
- 笠浦港東第二防波堤灯台 島根県松江市（笠浦港東第二防波堤外端）
- 久手港西防波堤灯台 島根県久手港（西防波堤外端）
- 久手港南防波堤灯台 島根県久手港（南防波堤外端）
- 久手港北防波堤灯台 島根県久手港（北防波堤外端）
- 恵曇港沖防波堤灯台 島根県恵曇港（沖防波堤外端）
- 恵曇港手結東防波堤灯台 島根県恵曇港（手結東防波堤外端）
- 恵曇港南防波堤灯台 島根県恵曇港（南防波堤外端）
- 恵曇港片句中島防波堤灯台 島根県松江市（恵曇港片句中島防波堤外端）
- 恵曇港片句東防波堤灯台 島根県松江市（恵曇港片句東防波堤外端）
- 恵曇港北沖防波堤灯台 島根県恵曇港（北沖防波堤外端）
- 五十猛港鏡ケ鼻防波堤灯台 島根県大田市（五十猛港鏡ケ鼻防波堤外端）
- 五十猛港泊ケ鼻防波堤灯台 島根県大田市（五十猛港泊ケ鼻防波堤外端）
- 江津港導流堤照射灯 島根県江津市（江津灯台）
- 黒松港防波堤灯台 島根県江津市（黒松港防波堤外端）
- 今津港西沖防波堤灯台 島根県隠岐郡隠岐の島町（今津港西沖防波堤外端）
- 崎港東防波堤東灯台 島根県隠岐郡海士町（崎港東防波堤北東端）
- 崎港防波堤灯台 島根県隠岐郡海士町（崎港防波堤外端）
- 鷺浦港東防波堤灯台 島根県出雲市（鷺浦港東防波堤外端）
- 三保関港東防波堤灯台 島根県三保関港（東防波堤外端）
- 七類港沖防波堤灯台 島根県七類港（沖防波堤外端）
- 七類港東防波堤灯台 島根県七類港（東防波堤外端）
- 十六島港北第二防波堤灯台 島根県出雲市（十六島港北第二防波堤外端）
- 出雲御津港西沖防波堤灯台 島根県松江市（御津港西沖防波堤外端）
- 出雲御津港東沖防波堤灯台 島根県松江市（御津港東沖防波堤外端）
- 小伊津港北防波堤灯台 島根県平田市小伊津（小伊津港北防波堤外端）
- 小田港西防波堤灯台 島根県簸川郡多岐町（小田港西防波堤外端）
- 仁万港沖防波堤灯台 島根県仁万港（沖防波堤西端）
- 仁万港東防波堤灯台 島根県仁万港（東防波堤外端）
- 須津港西防波堤灯台 島根県那賀郡三隅町（須津港西防波堤外端）
- 瀬崎港北防波堤灯台 島根県松江市（瀬崎港北防波堤外端）
- 西郷港沖防波堤灯台 島根県西郷港（沖防波堤東端）
- 西郷港沖防波堤南灯台 島根県西郷港（沖防波堤南端）
- 石見大浜港沖防波堤北灯台 島根県益田市（大浜港沖防波堤北端）
- 石見津摩港沖防波堤灯台 島根県浜田市（津摩港沖防波堤外端）
- 大社港西防波堤灯台 島根県大社港（西防波堤外端）
- 大社港第二沖防波堤灯台 島根県出雲市（大社港第二沖防波堤南端）
- 大社港南防波堤灯台 島根県出雲市（大社港南防波堤外端）
- 宅野港西防波堤灯台 島根県大田市（宅野港西防波堤外端）
- 蛸木港南防波堤灯台 島根県隠岐郡隠岐の島町（蛸木港南防波堤外端）
- 知々井港防波堤灯台 島根県隠岐郡海士町（知々井港防波堤外端）
- 知夫港赤島防波堤灯台 島根県隠岐郡知夫村（知夫港赤島防波堤外端）
- 中村港防波堤灯台 島根県隠岐郡隠岐の島町（中村港防波堤外端）
- 中村港北防波堤灯台 島根県隠岐郡隠岐の島町（中村港北防波堤南東端）
- 津戸港防波堤灯台 島根県隠岐郡隠岐の島町（津戸港防波堤外端）
- 都万港大防波堤灯台 島根県隠岐郡隠岐の島町（都万港大防波堤外端）
- 都万港防波堤灯台 島根県隠岐郡隠岐の島町（都万港防波堤外端）
- 唐鐘港南防波堤灯台 島根県浜田市（唐鐘港南防波堤外端）
- 島根県三隅港東防波堤灯台 島根県三隅港（東防波堤西端）
- 島根県三隅港北防波堤灯台 島根県三隅港（北防波堤外端）
- 那久港南防波堤灯台 島根県隠岐郡隠岐の島町（那久港南防波堤外端）
- 波根東港南防波堤灯台 島根県大田市（波根東港南防波堤外端）
- 飯浦港北防波堤灯台 島根県益田市（飯浦港北防波堤外端）
- 美保関港東防波堤灯台 島根県美保関港（東防波堤外端）
- 浜田漁港沖防波堤灯台 島根県浜田港（浜田漁港沖防波堤南端）
- 浜田漁港西沖防波堤灯台 島根県浜田港（浜田漁港西沖防波堤外端）
- 浜田漁港西内防波堤灯台 島根県浜田港（浜田漁港西内防波堤外端）
- 浜田漁港馬島防波堤東灯台 島根県浜田港（馬島防波堤東端）
- 浜田漁港北防波堤西方照射灯 島根県浜田港（浜田漁港北防波堤灯台）
- 浜田漁港北防波堤灯台 島根県浜田港（浜田漁港北防波堤外端）
- 浜田港沖防波堤灯台 島根県浜田港（沖防波堤北端）
- 浜田港西防波堤灯台 島根県浜田港（西防波堤外端）
- 布施港沖防波堤灯台 島根県隠岐郡隠岐の島町（布施港沖防波堤外端）
- 片江港西防波堤灯台 島根県松江市（片江港西防波堤外端）
- 網代港第四防波堤灯台 島根県網代港（第四防波堤西端）
- 野井港沖防波堤灯台 島根県松江市（野井港沖防波堤外端）
- 来居港沖防波堤灯台 島根県隠岐郡知夫村（来居港沖防波堤外端）
- 来居港島堤灯台 島根県隠岐郡知夫村（来居港島堤外端）
- 和江港外防波堤灯台 島根県大田市（和江港外防波堤外端）

## 灯浮標
- 安来港灯浮標 島根県安来港内（亀島灯台の南南西方約360メートル）
- 沖爼岩北灯浮標 亀島灯台（島根県安来市）の東方約2.1キロメートル
- 松江港大橋川第2号灯浮標 島根県松江港内（嫁ケ島の北北東方約1.5キロメートル）
- 松江港大橋川第3号灯浮標 島根県松江港内（嫁ケ島の北北東方約1.1キロメートル）
- 松江港大橋川第4号灯浮標 島根県松江港内（嫁ケ島の北北東方約1.1キロメートル）
- 松江港大橋川第6号灯浮標 島根県松江港内（嫁ケ島の北北東方約1.0キロメートル）
- 中電島根原発A灯浮標 地恵曇灯台（島根県松江市）の東方約3.1キロメートル
- 中電島根原発B灯浮標 地恵曇灯台（島根県松江市）の東方約3.1キロメートル
- 中電島根原発C灯浮標 地恵曇灯台（島根県松江市）の東方約2.5キロメートル
- 中電島根原発D灯浮標 地恵曇灯台（島根県松江市）の東方約2.3キロメートル
- 松江港第2号灯浮標 中海大橋橋梁灯（C1灯)(島根県松江市）の東北東方約2.9キロメートル
- 松江港第4号灯浮標 島根県松江港内（中海大橋橋梁灯（C1灯）の東北東方約1.4キロメートル）
- 中海丸グリ灯浮標 続島（島根県松江市）の東南東方約450メートル
- 中海大グリ灯浮標 続島（島根県松江市）の南方約600メートル
- 島根県三隅港灯浮標 島根県三隅港（島根県三隅港北防波堤灯台の東北東方約730メートル）

## 灯標
- 隠岐シャグリ灯標 島根県隠岐郡隠岐の島町（四敷島灯台の北東方約740メートル）
- 鴨島灯標 島根県隠岐郡海士町（鴨島）
- 西郷港姫島灯標 島根県西郷港（姫島）
- 知夫港灯標 島根県隠岐郡知夫村（長尾ケ鼻の北東方約750メートル）
- 浜田港シャックリ灯標 島根県浜田港（シャックリ）

## 橋梁灯
- 西ノ島大橋橋梁灯（L1灯） 島根県浦郷港（西ノ島大橋南側面左側端）
- 西ノ島大橋橋梁灯（L2灯） 島根県浦郷港（西ノ島大橋北側面左側端）
- 西ノ島大橋橋梁灯（R1灯） 西ノ島大橋橋梁灯（L1灯）の南東方約70メートル
- 西ノ島大橋橋梁灯（R2灯） 西ノ島大橋橋梁灯（L2灯）の南東方約70メートル
- 西郷大橋橋梁灯（C1灯） 島根県西郷港内（西郷港沖防波堤南灯台の西方約840メートル）
- 西郷大橋橋梁灯（C2灯） 島根県西郷港内（西郷港沖防波堤南灯台の西方約840メートル）
- 西郷大橋橋梁灯（L1灯） 西郷大橋橋梁灯（C1灯）の南方約75メートル
- 西郷大橋橋梁灯（L2灯） 西郷港大橋橋梁灯（C2灯）の南方約75メートル
- 西郷大橋橋梁灯（R1灯） 西郷大橋橋梁灯（C1灯）の北方約75メートル
- 西郷大橋橋梁灯（R2灯） 西郷大橋橋梁灯（C2灯）の北方約75メートル
- 中海大橋橋梁灯（C1灯） 島根県松江港（中海大橋東側面中央）
- 中海大橋橋梁灯（C2灯） 島根県松江港内（岩汐山三角点の東南東方約1.5キロメートル）
- 中海大橋橋梁灯（L1灯） 中海大橋橋梁灯（C1灯）の南南東方約30メートル
- 中海大橋橋梁灯（L2灯） 中海大橋橋梁灯（C2灯）の南南東方約30メートル
- 中海大橋橋梁灯（P1灯） 中海大橋橋梁灯（C1灯）の南南東方約70メートル
- 中海大橋橋梁灯（P2灯） 中海大橋橋梁灯（C2灯）の南南東方約70メートル
- 中海大橋橋梁灯（P3灯） 中海大橋橋梁灯（C1灯）の北北西方約55メートル
- 中海大橋橋梁灯（P4灯） 中海大橋橋梁灯（C2灯）の北北西方約55メートル
- 中海大橋橋梁灯（R1灯） 中海大橋橋梁灯（C1灯）の北北西方約30メートル
- 中海大橋橋梁灯（R2灯） 中海大橋橋梁灯（C2灯）の北北西方約30メートル
- 浜田マリン大橋橋梁灯（L1灯） 島根県浜田港（浜田マリン大橋南西側面左端）
- 浜田マリン大橋橋梁灯（L2灯） 島根県浜田港（浜田マリン大橋北東側面左端）
- 浜田マリン大橋橋梁灯（P1灯） 浜田マリン大橋橋梁灯（L1灯）の北西方約48メートル
- 浜田マリン大橋橋梁灯（P2灯） 浜田マリン大橋橋梁灯（L2灯）の北西方約48メートル
- 浜田マリン大橋橋梁灯（P3灯） 浜田マリン大橋橋梁灯（L1灯）の南東方約150メートル
- 浜田マリン大橋橋梁灯（P4灯） 浜田マリン大橋橋梁灯（L2灯）の南東方約150メートル
- 浜田マリン大橋橋梁灯（R1灯） 浜田マリン大橋橋梁灯（L1灯）の南東方約100メートル
- 浜田マリン大橋橋梁灯（R2灯） 浜田マリン大橋橋梁灯（L2灯）の南東方約100メートル

## 橋梁標
- 西ノ島大橋橋梁標（L1標） 島根県浦郷港（西ノ島大橋南側面左側端）
- 西ノ島大橋橋梁標（L2標） 島根県浦郷港（西ノ島大橋北側面左側端）
- 西ノ島大橋橋梁標（R1標） 西ノ島大橋橋梁標（L1標）の南東方約70メートル
- 西ノ島大橋橋梁標（R2標） 西ノ島大橋橋梁標（L2標）の南東方約70メートル
- 浜田マリン大橋橋梁標（L1標） 島根県浜田港（浜田マリン大橋南西側面左端）
- 浜田マリン大橋橋梁標（L2標） 島根県浜田港（浜田マリン大橋北東側面左端）
- 浜田マリン大橋橋梁標（R1標） 浜田マリン大橋橋梁標（L1標）の南東方約100メートル
- 浜田マリン大橋橋梁標（R2標） 浜田マリン大橋橋梁標（L2標）の南東方約100メートル

## 無線方位信号所
- 白島埼無線方位信号所 島根県隠岐郡隠岐の島町（白島埼）
- 美保関無線方位信号所 島根県松江市（地蔵埼）
- 浜田無線方位信号所 島根県浜田市（宝憧寺山）

## その他
- 中国電力三隅発電所三隅港指向灯 島根県那賀郡三隅町（中国電力株式会社三隅発電所専用岸壁）
- 浜田ディファレンシャルGPS局 島根県浜田市（宝憧寺山）